# شان هاچینسون
شان هاچینسون (انگلیسی: Shaun Hutchinson؛ زادهٔ ۲۳ نوامبر ۱۹۹۰) یک بازیکن فوتبال است.